# Longitarsus chitwana
Longitarsus chitwana es una especie de insecto coleóptero de la familia Chrysomelidae. Fue descrita científicamente en 2000 por Medvedev.